# M-10 (Pakistan)

De M-10 (Urdu: ایم ۱۰ موٹروے) of Karachi Northern Bypass (Urdu: کراچی ناردرن بائی پاس) is een autosnelweg in Pakistan. De M-10 verbindt de haven van Karachi met de M-9 over een afstand van 57 kilometer. De snelweg werd geopend in 2007.
M-1 ·
M-2 ·
M-3 ·
M-4 ·
M-5 ·
M-6 ·
M-7 ·
M-8 ·
M-9 ·
M-10 ·
M-11 ·
M-12 ·
M-13 ·
M-14 ·
M-15 ·
M-16 ·
L-20